# تنكرت (إفران أطلس الصغير)
تنكرت هي إحدى مشيخات المملكة المغربية، تتبع جغرافيا لإقليم كلميم وإداريًا لإفران أطلس الصغير. يقدر عدد سكانها بـ 2265 نسمة حسب الإحصاء الرسمي للسكان والسكنى لسنة 2004.